# Treštanovci
Treštanovci su naselje u Republici Hrvatskoj u Požeško-slavonskoj županiji, u sastavu općine Jakšić.

## Zemljopis
Treštanovci se nalaze sjeverozapadno od Jakšić, susjedna naselja su Tekić na istoku, Ramanovci na sjeveru, Bertelovci na jugoistoku te Svetinja i Eminovci na jugu.

## Stanovništvo
Prema popisu stanovništva iz 2001. godine Treštanovci su imali 277 stanovnika.
| broj stanovnika | 133   | 173   | 163   | 210   | 287   | 341   | 354   | 424   | 359   | 395   | 421   | 363   | 326   | 299   | 277   | 257   | 176   |
|                 | 1857. | 1869. | 1880. | 1890. | 1900. | 1910. | 1921. | 1931. | 1948. | 1953. | 1961. | 1971. | 1981. | 1991. | 2001. | 2011. | 2021. |